# بروتوكولات باليرمو
بروتوكولات باليرمو هي ثلاث معاهدات اعتمدتها الأمم المتحدة لتكملة اتفاقية عام 2000 لمكافحة الجريمة المنظمة عبر الوطنية (اتفاقية باليرمو)، وهي:
- بروتوكول منع وقمع ومعاقبة الاتجار بالأشخاص وخاصة النساء والأطفال
- بروتوكول مكافحة تهريب المهاجرين عن طريق البر والبحر والجو
- بروتوكول مكافحة صنع الأسلحة النارية والاتجار بها بصورة غير مشروعة

تقع هذه البروتوكولات والاتفاقيات ضمن اختصاص مكتب الأمم المتحدة المعني بالمخدرات والجريمة.